# Agiortia
Agiortia es un género  de plantas fanerógamas perteneciente a la familia Ericaceae.  Comprende 3 especies descritas y aceptadas.  Es originario de Australia. 

## Descripción
Hasta el año 2005 las especies formaban parte del género Leucopogon. Agiortia es un género nuevo que se caracteriza por tener anteras sin ápice estéril y de 5 a 10 lóculos. Además, posee estigmas incluidos dentro del tubo de la corola, anteras no prominente o completamente exertas, y filamentos delgados, lo que lo distingue de géneros cercanos como Leucopogon y Lissanthe.

## Taxonomía
El género  fue descrito por Christopher John Quinn y publicado en Australian Systematic Botany 18(5): 450. 2005. La especie tipo es: Agiortia cicatricata (J.M.Powell) Quinn	

## Especies
- Agiortia cicatricata (J.M.Powell) Quinn
- Agiortia pedicellata (C.T.White) Quinn
- Agiortia pleiosperma (F.Muell.) Quinn